# Бикель, Лотар
Лотар (Элиэзер) Бикель (при рождении Лейзер Бикл, англ. Lothar (Eliezer) Bickel, нем. Lothar (Elieser, Leiser) Bickel, фр. Lazare Bickel; 8 мая 1902, Киселёв, Австро-Венгерская империя — 23 апреля 1951, Торонто) — немецкий и румынский философ и психолог, врач-гинеколог, учёный-медик.

## Биография
Родился в Буковине, в семье корчмаря Ицхока Бикла — приверженца Хаскалы и палестинофила из известной миснагидской династии, и Бейлы (Берты) Бикл (урождённой Гефнер, 1874—1957), из раввинской династии. Детство и юность провёл в доме деда в Коломыи, где до 1920 года был активистом местного отделения молодёжного сионистского движения Ха-шомер ха-цаир. Получил традиционное еврейское образование, позже учился в светской школе. Окончил гимназию в Черновицах и медицинский факультет Бухарестского университета (1921—1926). Первой публикацией Бикеля стало написанное на иврите стихотворение «Хамиша ницаним ал адмат нехар» (Черновицы, 1919).
В восемнадцатилетем возрасте увлёкся философией Константина Бруннера, весной 1921 года связался с ним и стал участником сложившегося вокруг него круга последователей. До 1927 года состоял в переписке с жившим в Берлине философом, а в 1927 году сам поселился в Берлине. В этот период занимал ассимиляторские позиции и был близок к христианству. Работал в гинекологическом отделении больницы Шарите, позже стал главным врачом больницы в Фюрстенвальде. Опубликовал 23 научных труда в области женских болезней и к приходу к власти в Германии нацистов был уже профессором акушерства и гинекологии. В это же время опубликовал свой первый философский трактат «Исследование некоторых диалогов Платона» (нем. Zur Renaissance der Philosophie, 1931). В 1931 году по настоянию Бруннера сменил имя с Элиэзер Бикель на Лотар Бикель.
Будучи вынужден бежать из Германии, в 1933 году вернулся в Бухарест, где основал местный круг последователей Константина Бруннера и открыл гинекологическую практику (позже также заведовал отделением акушерства и гинекологии бухарестской Еврейской больницы). В 1937 году Бруннер назначил Бикеля своим душеприказчиком и хранителем своего архива. После смерти Бруннера, Лотар Бикель подготовил к публикации две посмертные работы философа: «Unser Charakter oder Ich bin der Richtige!» (1939) и «Kunst, Philosophie, Mystik» (1940). Пережив Вторую мировую войну в Бухаресте, Бикель эмигрировал в 1948 году с семьёй во Францию и в 1949 году — в Канаду, где издал ещё одну работу Бруннера «Der entlarvte Mensch».
Последняя прижизненная книга Бикеля «Probleme und Ziele des Denkens» вышла в 1939 году. Уже посмертно были опубликованы «Wirklichkeit und Wahrheit des Denkens» (1953), «Kultur» (1956), «Das Leben — eine Aufgabe» (1959) и «The unity of body and mind» (1960). Состоял в переписке с Зигмундом Фрейдом (опубликованной в собрании сочинений последнего). Развивал философско-психологическую концепцию на основе работ Спинозы и К. Бруннера.

## Книги
- Zur Renaissance der Philosophie: Studien zu einigen Dialogen Platons (1931 и 1975, — 288 с.);
- Probleme und Ziele des Denkens (Zürich, 1939);
- Wirklichkeit Und Wahrheit Des Denkens (Zürich—Stuttgart: Humanitas Verlag, 1953);
- Kultur (1956);
- The Unity of Body and Mind (1959, — 119 с.);
- Das Leben — eine Aufgabe: gesammelte Aufsätze (1959, — 325 с.);
- Aussen und Innen. Beitrag zur Lösung des Leib-Seele Problems (Diana Verlag, 1960, — 162 с.);
- Le dehors et le dedans (Gallimard, 1963).

## Семья
- Жена (с 1939 года) — Мадлен Бикель (англ. Madeleine (Peppi Mädy) Bickel, в девичестве Москович, 1917—?), уроженка Черновиц.
  - Сын — Питер Джон Бикел (род. 1940), американский учёный в области математической статистики, профессор Калифорнийского университета в Беркли[9][10].
- Брат — Шлойме Бикл, еврейский прозаик, литературный критик, публицист. Племянник — Александр Мордехай Бикель (1924—1974), правовед, автор трудов в области конституционного права, профессор Йельского университета.
- Двоюродный брат — актёр и эстрадный певец Теодор Бикель[11].